# Melinda Clarke
Melinda Patrice Clarke (Dana Point, California, 24 de abril de 1969) es una actriz estadounidense conocida por su papel como Julie Cooper en la serie de televisión The O.C. Ha trabajado en televisión, teatro, musicales y cine, tanto comercial como independiente.

## Biografía

### Como actriz
Clarke comenzó a los 18 años interviniendo en un papel de la serie de televisión  Days of Our lives. Su primera aparición en cine fue en la película Return of the Living Dead 3, en 1993, como Julie Walker. Ha hecho algunos trabajos en cine, como Spawn, Cold sweat y Murder.com, entre otros, y La lengua asesina, por la cual ganó el premio a mejor actriz en el Festival de cine de Sitges en 1996. 
Clarke también ha participado en series de televisión, como la producida por Jerry Bruckheimer Special cops force y Heaven help us de Aaron Spelling. Sus créditos como actriz invitada incluyen otras series de televisión, como Seinfeld, Nash Bridges, Xena: la princesa guerrera y una aparición en la quinta temporada de Charmed entre otras. Clarke intervino además en varios capítulos de C.S.I y en la película de la serie como la provocativa Lady Heather. 
Entre los musicales en los que ha participado están The music man, Oklahoma, West Side Story, Sound of Music y Hello, Dolly. Clarke también ha realizado teatro dramático en producciones aclamadas por la crítica, como Vicious, The elephant man y Dark of the moon.
Ahora es mundialmente conocida por su papel en la serie juvenil The O.C., interpretando a Julie Cooper, una mujer con pocos escrúpulos, que antepone el dinero a su propia familia y que actúa únicamente movida por el beneficio propio.
Regresa a CSI en la temporada 9 capítulo 5, Leave Out All The Rest.
Interpreta el personaje de Amanda en la remake estadounidense de la serie Nikita del 2010 protagonizada por Maggie Q.

### Vida personal
Está casada y tiene una hija, Kathryn. Vive en Beverly Hills, California.

## Filmografía
- Gotham (2016)(serie de televisión)
- Entre fantasmas (2010)(serie de televisión)
- Nikita (2010) (serie de televisión)
- The Vampire Diaries (2010) (serie de televisión)
- Eli Stone (2008) (serie de televisión)
- Chuck (2008) (serie de televisión)
- Reaper (2007) (serie de televisión)
- Entourage (El Sequito) (2005), (2006), (2009), (2011) (serie de televisión)
- The O.C. (2003-2007) (serie de televisión)
- Firefly (2002) (serie de televisión)
- Everwood (2002) (serie de televisión)
- Charmed (2002) (serie de televisión)
- Enterprise (2001) (serie de televisión)
- CSI: (2001, 2003, 2006, 2007, 2008) (serie de televisión)
- Spawn (1997) (película)
- Xena: la princesa guerrera (1997) (serie de televisión)
- Seinfeld (1997) (serie de televisión)
- La lengua asesina (1996) (película)
- Return of the Living Dead 3 (1993) (película)